# Hylaea
Hylaea es un género de fanerógamas de la familia Apocynaceae. Contiene dos especies. Es originario del sur de Venezuela hasta el norte de Brasil.

## Taxonomía
El género fue descrito por Juan Francisco Morales y publicado en Novon 9(1): 83. 1999. La especie tipo es: Hylaea leptoloba (Monach.) J.F.Morales

## Especies
- Hylaea arborescens (Monach.) J.F.Morales
- Hylaea leptoloba (Monach.) J.F.Morales